# Communauté française
Die Communauté française (deutsch Französische Gemeinschaft, offiziell la Communauté) war eine durch die Verfassung der Fünften Französischen Republik vom 4. Oktober 1958 geschaffene Staaten- und Völkergemeinschaft der ehemaligen Französischen Union. Bereits nach wenigen Jahren war sie politisch bedeutungslos geworden, wurde aber erst am 4. August 1995 formell aufgelöst.

## Geschichte
Am 4. Oktober 1958 wurde die Gemeinschaft der Französischen Republik mit Überseegebieten und ursprünglich zwölf Mitgliedstaaten gegründet. Von den ursprünglichen Teilrepubliken der Union française hatte Guinea gegen eine Aufnahme gestimmt.
Die Communauté entwickelte sich seit ihrer Gründung 1958 von einer verhältnismäßig engen Gemeinschaft mit fest umrissenen Organen zu einem losen Bund. Anerkannt war lediglich der Präsident der Französischen Republik als Haupt der Gemeinschaft. Der Exekutivrat (d. h. die Regierung) wurde bald durch eine regelmäßig stattfindende Konferenz der Staats- und Regierungschefs ersetzt. Der Senat, der im Wesentlichen ein beratendes Organ war, bestand aus 186 Vertretern des französischen Parlaments und 98 Vertretern der gesetzgebenden Versammlungen der Mitgliedsländer. Er wurde im März 1961 aufgelöst. Der Schiedsgerichtshof stellte im Juli 1961 seine Tätigkeit ein. Der Name la Communauté wurde seit Juni 1961 offiziell kaum noch verwendet. An ihre Stelle war die Afro-Madegassische Union bzw. ist seit 1970 die Frankophonie getreten.
Mit dem französischen Verfassungsgesetz vom 4. August 1995 wurde die Gemeinschaft endgültig aufgehoben und die Bestimmungen hierzu aus der Verfassung der Französischen Republik von 1958 gestrichen.

### Ehemalige Mitgliedsstaaten
- Frankreich

und die Länder
- Mauretanien  (bis 1960/61)
- Senegal

Communauté 1959

- Mali  (bis 1960 als Kolonie und Gebiet Französisch-Sudan)
- Elfenbeinküste  (bis 1960/61)
- Burkina Faso  (bis 1960/61, damals Obervolta)
- Benin  (bis 1960/61, damals Dahomey)
- Niger  (bis 1960/61)
- Tschad
- Zentralafrikanische Republik  (bis 1958 als Kolonie und Gebiet Ubangi-Schari)
- Republik Kongo  (bis 1960 auch (Mittel-)Kongo)

Communauté 1961

- Gabun
- Madagaskar

sowie als „assoziierte“ Staaten:
- Togo
- Kamerun

### Französisch-Afrikanische Gemeinschaft
Im Afrikanischen Jahr 1960 entschieden sich Dahomey, Niger, Obervolta, Elfenbeinküste, Mali und Mauretanien für die vollständige Unabhängigkeit – also das gesamte ehemalige Französisch-Westafrika außer Senegal. In der Communauté Franco-Afro-Malgache (CFAM, Französisch-Afrikanisch-Madagassische Gemeinschaft) verblieben zunächst die Teilrepubliken Französisch-Äquatorialafrikas – Gabun, Kongo (Brazzaville), Tschad und die Zentralafrikanische Republik – sowie die Madagassische Republik, Senegal und die französischen Überseegebiete.

## Zuständigkeit der Gemeinschaft
Zur Zuständigkeit der Gemeinschaft nach der französischen Verfassung von 1958 gehörten die Außenpolitik, die Verteidigung, das Geldwesen, die gemeinsame Wirtschafts- und Finanzpolitik sowie die kriegswichtigen Rohstoffe und teilweise auch die Kontrolle des Justizwesens, des Hochschulunterrichts sowie die allgemeine Organisation des gemeinsamen Außenverkehrs und des Fernmeldewesens. In der Gemeinschaft gab es nur eine Staatsangehörigkeit.
Der Exekutivrat der Gemeinschaft bestand bis 1960 aus dem Präsidenten Frankreichs, dem Premierminister Frankreichs, den Regierungschefs der Mitgliedstaaten und den französischen Ministern, denen die Leitung der gemeinsamen Angelegenheiten unterstand.
Der Senat der Gemeinschaft bestand bis März 1961 aus 300 Delegierten der französischen Nationalversammlung, des französischen Senats und der parlamentarischen Versammlungen der Mitgliedsstaaten der Gemeinschaft.